# Holiday Bowl
The Holiday Bowl is an annual college football bowl game held in San Diego, California.

## Historia
El bowl se creó para asegurarle un partido de postemporada al campeón de la Western Athletic Conference (WAC), tras haber finalizado el contrato que la conferencia mantenía anteriormente con el Fiesta Bowl. Entre 1986 y 1994 el rival del equipo de la WAC fue un equipo de la Big Ten Conference, que, desde 1995, pasó a ser un equipo de la Big Eight Conference, manteniéndose así cuando esta conferencia se convirtió en la Big 12 Conference. 
En 1998 se reemplazó al equipo de la WAC por otro de la Pacific-12 Conference.
Desde la temporada 2014 el Holiday Bowl enfrenta a un equipo de la Pacific-12 Conference contra otro de la Big Ten Conference.

## Resultados
En 1991 se registró un empate entre BYU y Iowa.

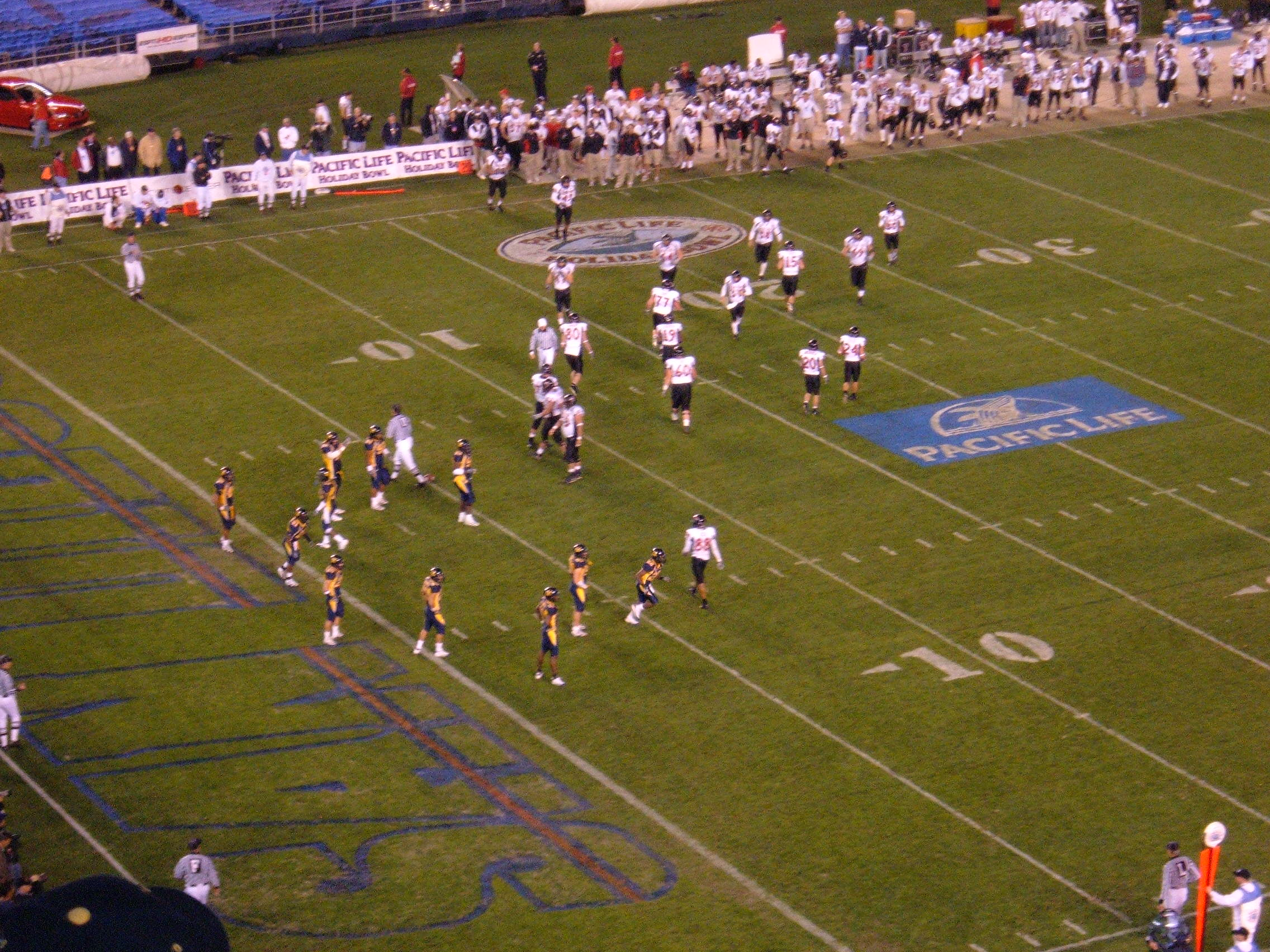
Cal vs. Texas Tech en 2004.

| Fecha                   | Campeón                               | Campeón                               | Finalista                             | Finalista                             | Asistencia |
| ----------------------- | ------------------------------------- | ------------------------------------- | ------------------------------------- | ------------------------------------- | ---------- |
| 22 de diciembre de 1978 | Navy                                  | 23                                    | BYU                                   | 16                                    | 52,500     |
| 21 de diciembre de 1979 | Indiana                               | 38                                    | #9 BYU                                | 37                                    | 52,500     |
| 19 de diciembre de 1980 | #14 BYU                               | 46                                    | #19 SMU                               | 45                                    | 50,200     |
| 18 de diciembre de 1981 | #14 BYU                               | 38                                    | #20 Washington State                  | 36                                    | 52,419     |
| 17 de diciembre de 1982 | #17 Ohio State                        | 47                                    | BYU                                   | 17                                    | 52,533     |
| 23 de diciembre de 1983 | #9 BYU                                | 21                                    | Missouri                              | 17                                    | 51,480     |
| 21 de diciembre de 1984 | #1 BYU                                | 24                                    | Michigan                              | 17                                    | 61,243     |
| 22 de diciembre de 1985 | #14 Arkansas                          | 18                                    | Arizona State                         | 17                                    | 60,641     |
| 30 de diciembre de 1986 | #19 Iowa                              | 39                                    | San Diego State                       | 38                                    | 59,473     |
| 30 de diciembre de 1987 | #18 Iowa                              | 20                                    | Wyoming                               | 19                                    | 61,892     |
| 30 de diciembre de 1988 | #12 Oklahoma State                    | 62                                    | #15 Wyoming                           | 14                                    | 60,641     |
| 29 de diciembre de 1989 | #18 Penn State                        | 50                                    | #19 BYU                               | 39                                    | 61,113     |
| 29 de diciembre de 1990 | Texas A&M                             | 65                                    | #13 BYU                               | 14                                    | 61,441     |
| 30 de diciembre de 1991 | BYU                                   | 13                                    | #7 Iowa                               | 13                                    | 60,646     |
| 30 de diciembre de 1992 | Hawaii                                | 27                                    | Illinois                              | 17                                    | 44,457     |
| 30 de diciembre de 1993 | #11 Ohio State                        | 28                                    | BYU                                   | 21                                    | 52,108     |
| 30 de diciembre de 1994 | #20 Michigan                          | 24                                    | #10 Colorado State                    | 14                                    | 59,453     |
| 29 de diciembre de 1995 | #10 Kansas State                      | 54                                    | Colorado State                        | 21                                    | 51,051     |
| 30 de diciembre de 1996 | #8 Colorado                           | 33                                    | #13 Washington                        | 21                                    | 54,749     |
| 29 de diciembre de 1997 | #18 Colorado State                    | 35                                    | #19 Missouri                          | 24                                    | 50,761     |
| 30 de diciembre de 1998 | #5 Arizona                            | 23                                    | #14 Nebraska                          | 20                                    | 65,354     |
| 29 de diciembre de 1999 | #7 Kansas State                       | 24                                    | Washington                            | 20                                    | 57,118     |
| 29 de diciembre de 2000 | #8 Oregon                             | 35                                    | #12 Texas                             | 30                                    | 63,278     |
| 28 de diciembre de 2001 | #9 Texas                              | 47                                    | #21 Washington                        | 43                                    | 60,548     |
| 27 de diciembre de 2002 | #6 Kansas State                       | 34                                    | Arizona State                         | 27                                    | 58,717     |
| 30 de diciembre de 2003 | #15 Washington State                  | 28                                    | #5 Texas                              | 20                                    | 61,102     |
| 30 de diciembre de 2004 | #23 Texas Tech                        | 45                                    | #4 California                         | 31                                    | 63,711     |
| 29 de diciembre de 2005 | Oklahoma                              | 17                                    | #6 Oregon                             | 14                                    | 65,416     |
| 28 de diciembre de 2006 | #20 California                        | 45                                    | #21 Texas A&M                         | 10                                    | 62,395     |
| 27 de diciembre de 2007 | #17 Texas                             | 52                                    | #12 Arizona State                     | 34                                    | 64,020     |
| 30 de diciembre de 2008 | #15 Oregon                            | 42                                    | #13 Oklahoma State                    | 31                                    | 59,106     |
| 30 de diciembre de 2009 | #20 Nebraska                          | 33                                    | #22 Arizona                           | 0                                     | 64,607     |
| 30 de diciembre de 2010 | Washington                            | 19                                    | #17 Nebraska                          | 7                                     | 57,921     |
| 28 de diciembre de 2011 | Texas                                 | 21                                    | California                            | 10                                    | 56,313     |
| 27 de diciembre de 2012 | Baylor                                | 49                                    | #17 UCLA                              | 26                                    | 55,507     |
| 30 de diciembre de 2013 | Texas Tech                            | 37                                    | #16 Arizona State                     | 23                                    | 52,930     |
| 27 de diciembre de 2014 | #24 USC                               | 45                                    | #25 Nebraska                          | 42                                    | 55,789     |
| 30 de diciembre de 2015 | #23 Wisconsin                         | 23                                    | USC                                   | 21                                    | 48,329     |
| 27 de diciembre de 2016 | Minnesota                             | 17                                    | Washington State                      | 12                                    | 48,704     |
| 28 de diciembre de 2017 | #19 Michigan State                    | 42                                    | #21 Washington State                  | 17                                    | 47,092     |
| 31 de diciembre de 2018 | Northwestern                          | 31                                    | #20 Utah                              | 20                                    | 47,007     |
| 27 de diciembre de 2019 | #19 Iowa                              | 49                                    | #22 USC                               | 24                                    | 50,123     |
| 2020                    | Cancelado por la pandemia de COVID-19 | Cancelado por la pandemia de COVID-19 | Cancelado por la pandemia de COVID-19 | Cancelado por la pandemia de COVID-19 |            |
| 28 de diciembre de 2021 | Cancelado por protocolos de COVID-19  | Cancelado por protocolos de COVID-19  | Cancelado por protocolos de COVID-19  | Cancelado por protocolos de COVID-19  |            |
| 28 de diciembre de 2022 | #15 Oregon                            | 28                                    | North Carolina                        | 27                                    | 36,242     |

- Fuente:[3]

## Participaciones

### Por equipo
| #   | Equipo           | Apariciones | Récord | % Rendimeinto |
| --- | ---------------- | ----------- | ------ | ------------- |
| 1   | BYU              | 11          | 4–6–1  | .409          |
| 2   | Texas            | 5           | 3–2    | .600          |
| T3  | Iowa             | 4           | 3–0–1  | .875          |
| T3  | Oregon           | 4           | 3–1    | .750          |
| T3  | Washington       | 4           | 1–3    | .250          |
| T3  | Nebraska         | 4           | 1–3    | .250          |
| T3  | Washington State | 4           | 1–3    | .250          |
| T3  | Arizona State    | 4           | 0–4    | .000          |
| T9  | Kansas State     | 3           | 3–0    | 1.000         |
| T9  | California       | 3           | 1–2    | .333          |
| T9  | Colorado State   | 3           | 1–2    | .333          |
| T9  | USC              | 3           | 1–2    | .333          |
| T13 | Ohio State       | 2           | 2–0    | 1.000         |
| T13 | Texas Tech       | 2           | 2–0    | 1.000         |
| T13 | Arizona          | 2           | 1–1    | .500          |
| T13 | Michigan         | 2           | 1–1    | .500          |
| T13 | Oklahoma State   | 2           | 1–1    | .500          |
| T13 | Texas A&M        | 2           | 1–1    | .500          |
| T13 | Missouri         | 2           | 0–2    | .000          |
| T13 | Wyoming          | 2           | 0–2    | .000          |

Equipos con una sola aparición
- Ganaron (12): Arkansas, Baylor, Colorado, Hawaii, Indiana, Michigan State, Minnesota, Navy, Northwestern, Oklahoma, Penn State, Wisconsin
- Perdieron (6): Illinois, North Carolina, San Diego State, SMU, UCLA, Utah

Todos los equipos de la conferencia Pac-12 excepte Stanford y Oregon State han aparecido en el bowl (Colorado estuvo como miembro del Big 12). Los únicos equipos del Big 12 que nunca han jugado el bowl son Iowa State, TCU, Kansas, y West Virginia.

### Por Conferencia
| Conferencia    | Récord | Récord | Récord | Récord | Récord        | Apariciones                                                      | Apariciones                                                                                                | Apariciones |
| Conferencia    | Juegos | G      | P      | E      | % Rendimiento | Ganados                                                          | Perdidos                                                                                                   | Empatados   |
| -------------- | ------ | ------ | ------ | ------ | ------------- | ---------------------------------------------------------------- | --- | ----------- |
| Pac-12         | 26     | 8      | 18     | 0      | .308          | 1998, 2000, 2003, 2006, 2008, 2010, 2014, 2022                   | 1981, 1985, 1996, 1999, 2001, 2002, 2004, 2005, 2007, 2009, 2011, 2012, 2013, 2015, 2016, 2017, 2018, 2019 |             |
| Big 12         | 18     | 11     | 7      | 0      | .611          | 1996, 1999, 2001, 2002, 2004, 2005, 2007, 2009, 2011, 2012, 2013 | 1997, 1998, 2000, 2003, 2006, 2008, 2010                                                                   |             |
| WAC            | 18     | 6      | 11     | 1      | .361          | 1980, 1981, 1983, 1984, 1992, 1997                               | 1978, 1979, 1982, 1986, 1987, 1988, 1989, 1990, 1993, 1994, 1995                                           | 1991        |
| Big Ten        | 15     | 11     | 3      | 1      | .767          | 1979, 1982, 1986, 1987, 1993, 1994, 2015, 2016, 2017, 2018, 2019 | 1984, 1992, 2014                                                                                           | 1991        |
| Big Eight      | 3      | 2      | 1      | 0      | .667          | 1988, 1995                                                       | 1983 |             |
| SWC            | 3      | 2      | 1      | 0      | .667          | 1985, 1990                                                       | 1980 |             |
| Independientes | 2      | 2      | 0      | 0      | 1.000         | 1978, 1989                                                       | |             |
| ACC            | 1      | 0      | 1      | 0      | .000          |                                                                  | 2022 |             |

- El Récord del Pac-12 incluye las apariciones cuando la conferencia era conocida como Pac-10 (antes de 2011).
- Las conferencias que ya no existen o no forman parte del FBS aparecen en cursiva.
- Apariciones de Equipos Independientes: Navy (1978), Penn State (1989)

## JMV
En el bowl se premia al mejor jugador ofensivo y almejor defensivo.

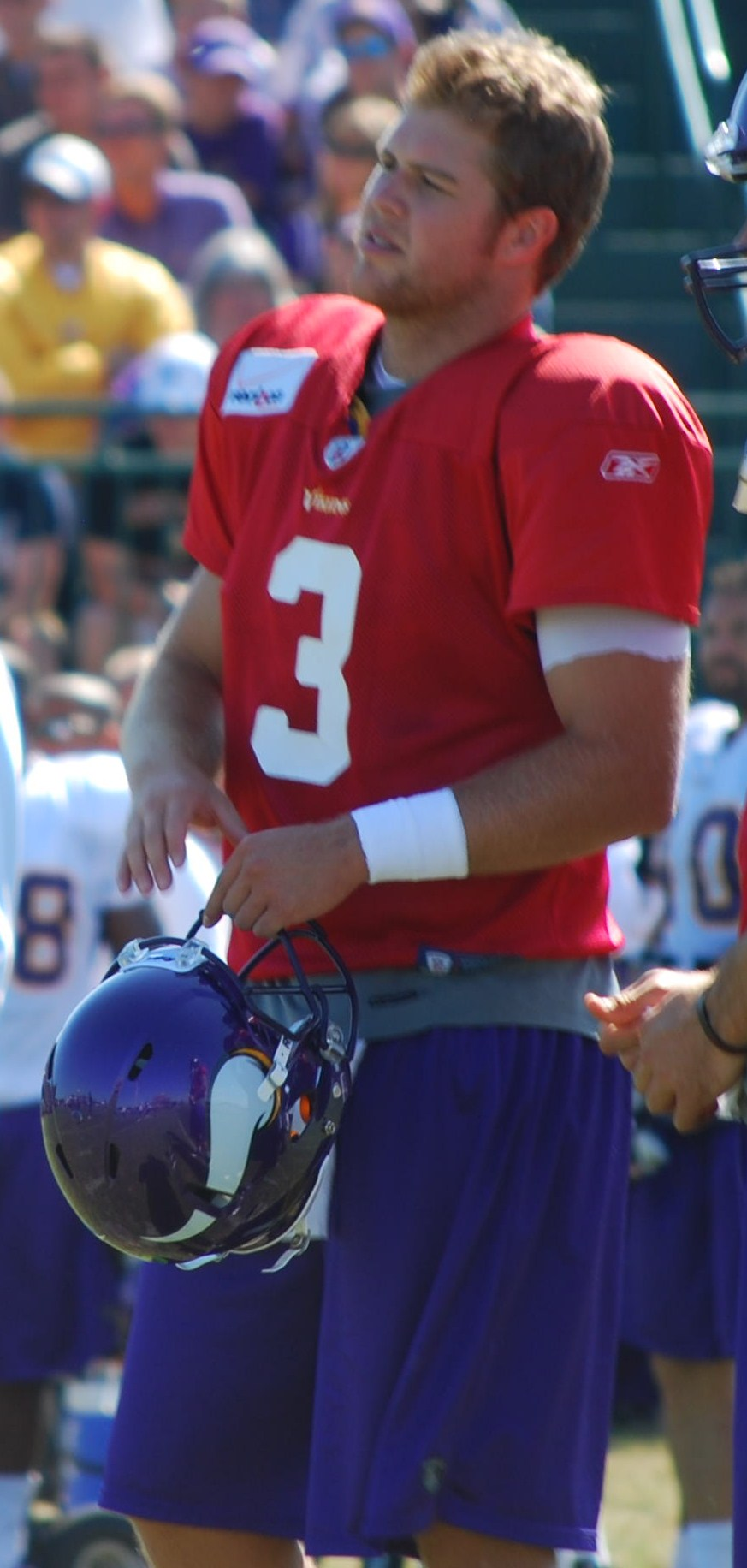
El JMV ofensivo del 2005Rhett Bomar.

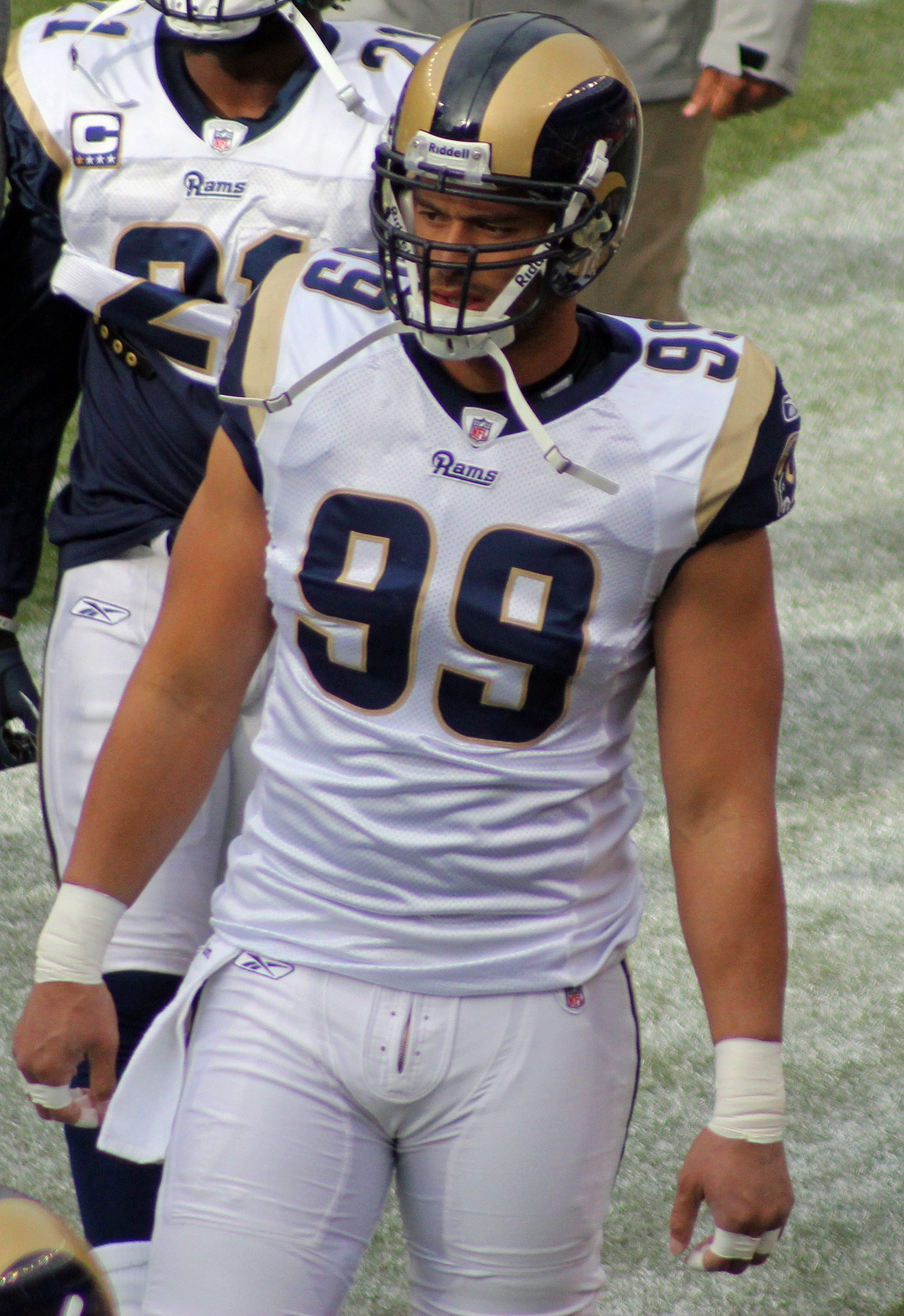
Uno de los JMV defensivo del 2005 C. J. Ah You.

| Edición | JMV Ofensivo                  | JMV Ofensivo            | JMV Ofensivo | JMV Defensivo               | JMV Defensivo    | JMV Defensivo |
| Edición | Nombre                        | Equipo                  | Pos.         | Nombre                      | Equipo           | Pos.          |
| ------- | ----------------------------- | ----------------------- | ------------ | --------------------------- | ---------------- | ------------- |
| 1978    | Phil McConkey                 | Navy                    | WR           | Tom Enlow                   | BYU              | LB            |
| 1979    | Marc Wilson                   | BYU                     | QB           | Tim Wilbur                  | Indiana          | CB            |
| 1980    | Jim McMahon Craig James       | BYU SMU                 | QB RB        |                             |                  |               |
| 1981    | Jim McMahon                   | BYU                     | QB           | Kyle Whittingham            | BYU              | LB            |
| 1982    | Tim Spencer                   | Ohio State              | RB           | Garcia Lane                 | Ohio State       | CB            |
| 1983    | Steve Young                   | BYU                     | QB           | Bobby Bell                  | Missouri         | DE            |
| 1984    | Robbie Bosco                  | BYU                     | QB           | Leon White                  | BYU              | LB            |
| 1985    | Bobby Joe Edmonds             | Arkansas                | RB           | Greg Battle                 | Arizona State    | LB            |
| 1986    | Mark Vlasic Todd Santos       | Iowa San Diego State    | QB           | Richard Brown               | San Diego State  | LB            |
| 1987    | Craig Burnett                 | Wyoming                 | QB           | Anthony Wright              | Iowa             | CB            |
| 1988    | Barry Sanders                 | Oklahoma State          | RB           | Sim Drain                   | Oklahoma State   | LB            |
| 1989    | Blair Thomas Ty Detmer        | Penn State BYU          | RB QB        |                             |                  |               |
| 1990    | Bucky Richardson              | Texas A&M               | QB           | William Thomas              | Texas A&M        | LB            |
| 1991    | Ty Detmer                     | BYU                     | QB           | Josh Arnold Carlos James    | BYU Iowa         | DB            |
| 1992    | Michael Carter                | Hawaii                  | QB           | Junior Tagoai               | Hawaii           | DT            |
| 1993    | Raymont Harris John Walsh     | Ohio State BYU          | RB QB        | Lorenzo Styles              | Ohio State       | LB            |
| 1994    | Todd Collins Anthoney Hill    | Michigan Colorado State | QB           | Matt Dyson                  | Michigan         | LB            |
| 1995    | Brian Kavanagh                | Kansas State            | QB           | Mario Smith                 | Kansas State     | DB            |
| 1996    | Koy Detmer                    | Colorado                | QB           | Nick Ziegler                | Colorado         | DE            |
| 1997    | Moses Moreno Darran Hall      | Colorado State          | QB WR        |                             |                  |               |
| 1998    | Keith Smith                   | Arizona                 | QB           | Mike Rucker                 | Nebraska         | DE            |
| 1999    | Jonathan Beasley              | Kansas State            | QB           | Darren Howard               | Kansas State     | DE            |
| 2000    | Joey Harrington               | Oregon                  | QB           | Rashad Bauman               | Oregon           | DB            |
| 2001    | Major Applewhite Willie Hurst | Texas Washington        | QB RB        | Derrick Johnson             | Texas            | LB            |
| 2002    | Ell Roberson                  | Kansas State            | QB           | Terrell Suggs               | Arizona State    | DE            |
| 2003    | Sammy Moore                   | Washington State        | WR           | Kyle Basler                 | Washington State | P             |
| 2004    | Sonny Cumbie                  | Texas Tech              | QB           | Vincent Meeks               | Texas Tech       | DB            |
| 2005    | Rhett Bomar                   | Oklahoma                | QB           | C. J. Ah You Anthony Trucks | Oklahoma Oregon  | DE DB         |
| 2006    | Marshawn Lynch Nate Longshore | California              | RB QB        | Desmond Bishop              | California       | LB            |
| 2007    | Colt McCoy                    | Texas                   | QB           | Brian Orakpo                | Texas            | DE            |
| 2008    | Jeremiah Masoli               | Oregon                  | QB           | Jairus Byrd                 | Oregon           | DB            |
| 2009    | Niles Paul                    | Nebraska                | WR           | Matt O'Hanlon               | Nebraska         | DB            |
| 2010    | Chris Polk                    | Washington              | RB           | Mason Foster                | Washington       | LB            |
| 2011    | David Ash                     | Texas                   | QB           | Keenan Robinson             | Texas            | LB            |
| 2012    | Lache Seastrunk               | Baylor                  | RB           | Chris McAllister            | Baylor           | DE            |
| 2013    | Davis Webb                    | Texas Tech              | QB           | Will Smith                  | Texas Tech       | LB            |
| 2014    | Cody Kessler                  | USC                     | QB           | Leonard Williams            | USC              | DE            |
| 2015    | Joel Stave                    | Wisconsin               | QB           | Jack Cichy                  | Wisconsin        | LB            |
| 2016    | Rodney Smith                  | Minnesota               | RB           | Blake Cashman               | Minnesota        | LB            |
| 2017    | Brian Lewerke                 | Michigan State          | QB           | Chris Frey                  | Michigan State   | LB            |
| 2018    | Clayton Thorson               | Northwestern            | QB           | JR Pace                     | Northwestern     | S             |
| 2019    | Ihmir Smith-Marsette          | Iowa                    | WR           | A. J. Epenesa               | Iowa             | DE            |
| 2022    | Bucky Irving                  | Oregon                  | RB           | Mase Funa                   | Oregon           | LB            |

- Fuente:[4][5][6]